# Eupromachus acutangulus
Eupromachus acutangulus är en insektsart som beskrevs av Brunner von Wattenwyl 1907. Eupromachus acutangulus ingår i släktet Eupromachus och familjen Phasmatidae. Inga underarter finns listade i Catalogue of Life.